# Cubul Diabolic

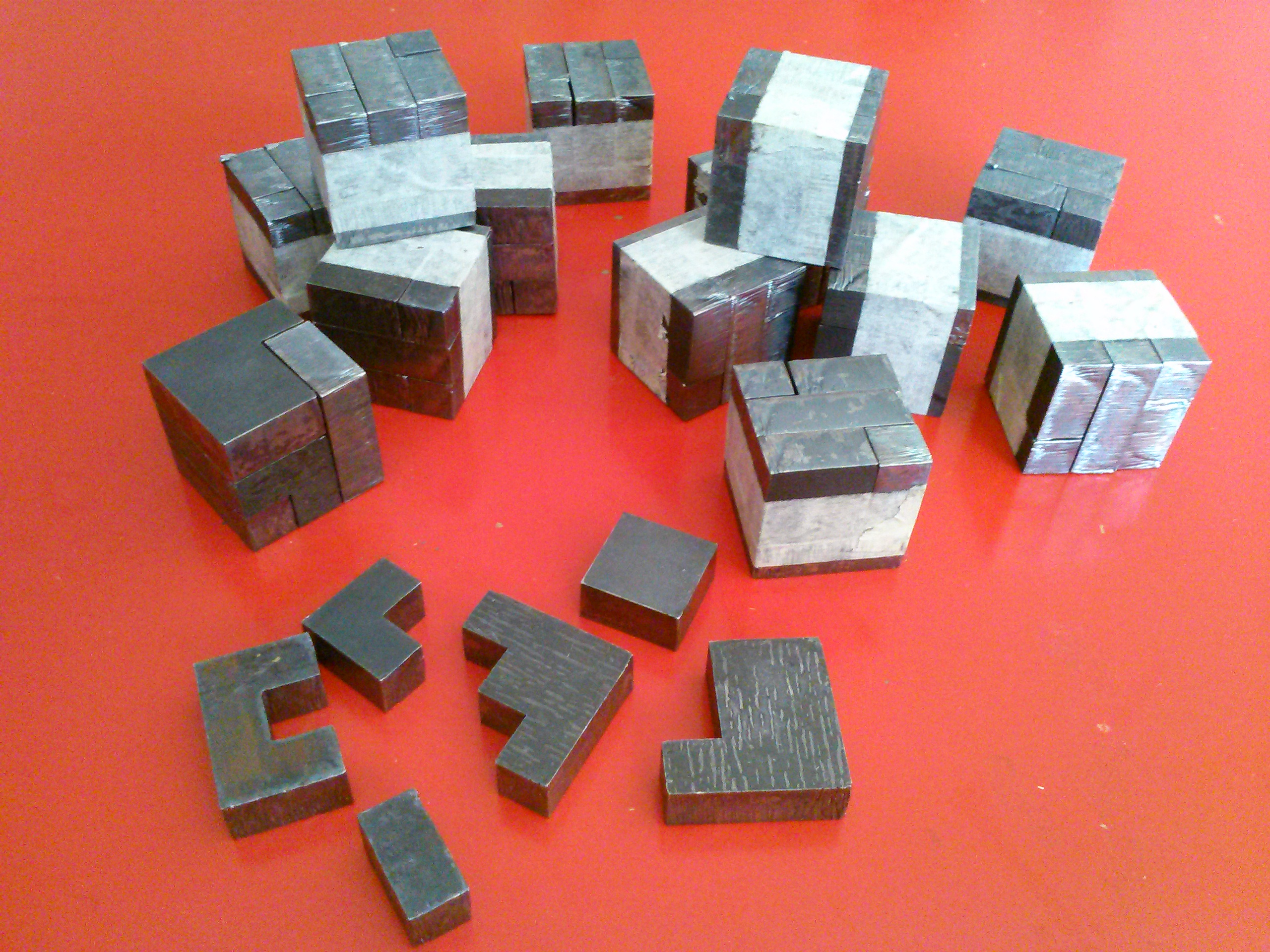
Piesele cubului diabolic și mai multe cuburi asamblate

O soluție a cubului diabolic — permutând piesele formate din 2 cuburi roșii și 4 galbene se obțin alte soluții

Cubul Diabolic este un puzzle tridimensional format din șase policuburi (forme formate prin lipirea cuburilor pe fețe) care pot fi asamblate împreună pentru a forma un singur cub de 3 × 3 × 3.
Cele șase piese sunt: un dicub, un tricub, un tetracub, un pentacub, un hexacub și un heptacub, care sunt formate din 2, 3, 4, 5, 6 și respectiv 7 cuburi.
Există multe variații similare ale acestui tip de puzzle, inclusiv cubul Soma și puzzle Slothouber–Graatsma, precum și alte două probleme de asamblare a unor policuburi în cuburi de 3 × 3 × 3, care folosesc șapte și respectiv nouă piese. Totuși, Coffin (1991) afirmă că cubul Diabolic pare a fi cel mai vechi puzzle de acest tip, apărând pentru prima dată într-o carte din 1893 „Puzzles Old and New” de profesorul Hoffmann (Angelo Lewis).
Deoarece toate piesele au cuburile într-un singur plan, forma pieselor nu se schimbă prin reflexii în oglindă. Ca urmare, o reflexie în oglindă a unei soluții produce fie aceeași soluție, fie o altă soluție validă. Dacă perechile de soluții în oglindă nu sunt considerate distincte unele de altele, puzzle-ul are 13 soluții diferite.